# Stig Rästa
Raul-Stig Rästa (n. 24 februarie 1980) este un cântăreț eston care a reprezentat Estonia la Concursul Muzical Eurovision 2015 alături de Elina Born cu piesa „Goodbye to Yesterday"..